# Giuseppe Galasso
Giuseppe Galasso (Nápoles, 19 de noviembre de 1929-Pozzuoli, 12 de febrero de 2018) fue un historiador, periodista y político italiano, miembro de la Cámara de Diputados entre 1983 y 1994.

## Biografía

### Orígenes y formación académica
Hijo de un fabricante de vidrio artesano, se quedó sin madre en 1941. Para poder ayudar al sustento familiar tuvo que trabajar en diversos empleos, como pinche de cocina y portero. Su intenso amor por la lectura, le hizo madurar tempranamente. En 1946 consiguió la habilitación como maestro, dando clase en la escuela "Pasquale Villari".

### Actividad académica
Graduado en Historia medieval, y posteriormente en la Universidad Federico II de Nápoles, ganó en 1956 una beca otorgada por el Instituto Italiano de Estudios Históricos, del que más tarde se convertiría en secretario. En 1963 obtuvo una beca y enseñó en las Universidades de Salerno, Cagliari y Nápoles.
Fue profesor de Historia Medieval y Moderna de la Universidad Federico II de Nápoles desde 1966. Fue elegido Decano de la Facultad de Humanidades de la misma universidad desde 1972 hasta 1979. Fue profesor de Historia moderna en la Universidad Suor Orsola Benincasa de Nápoles.

### Actividad política
La cultura historiográfica le hizo prestar atención a la idea de la libertad política: «No es casual, afirmaba, que los modelos de la libertad moderna en Europa fueran generalmente reconocidos y exaltados en la historia de las antiguas ciudades griegas y de la Roma republicana. Solo cuando a principios del siglo XIX se estableció una comparación analítica y concreta entre la 'libertad del mundo antiguo' y la 'libertad del mundo moderno' se comenzó a adquirir una mayor conciencia de los avances experimentados por el mundo moderno al haber innovado y transformado la antigua idea de libertad".
Exponente del Partido Republicano Italiano, fue concejal de la ciudad de Nápoles entre 1970 y 1993; concejal de Educación entre 1970 y 1973. En 1975 fue nombrado alcalde de la ciudad, pero renunció a su puesto al ser incapaz de formar una junta.
Fue miembro de la Cámara de Diputados del Partido Republicano en las IX, X y XI legislaturas (desde 1983 a 1994).
Entre 1983 y 1987 fue subsecretario del Ministerio de Patrimonio Cultural y Ambiental (primer y segundo gobierno de Craxi). Desde ese puesto, impulsó una serie de decretos ministeriales encaminados a la protección del paisaje (llamadas "Galassini") y luego otorgó una base legal más firme que la que ofrecía la anterior Ley de Bottai del 1 de junio de 1939, n.º 1089, actuando como promotor de la ley de 8 de agosto de 1985, n.º 431 para la protección del paisaje (llamada "Ley Galasso"). Entre 1988 y 1991, con el gobierno de De Mita, en el sexto gobierno de Andreotti, fue subsecretario del Ministerio para la intervención extraordinaria en el sur.

### Actividad periodística
Junto con una amplia actividad académica y política, Galasso también desarrolló una intensa actividad periodística como columnista y protagonista de los debates culturales. En uno de ellos, en el Corriere della Sera, en abril de 2007, en torno a la homologación del Risorgimento, y posteriormente de la Resistencia, reclazó claramente la idea de un brigadismo precursor
Colaboró en numerosos periódicos nacionales y en diversas publicaciones periódicas: Il Mattino di Napoli, Il Corriere della Sera, La Stampa, L'Espresso, entre otros. Dirigió la revista Comprendre, órgano oficial de la Fundación veneciana "Sociedad Europea de la Cultura".
Según Emanuele Macaluso, Giuseppe Galasso "fue una de las personalidades de la cultura italiana que se involucró en la arena política no solo a través de libros, revistas y periódicos, sino también en partidos y en el parlamento. Este compromiso asumió un carácter particular en el Sur. A este respecto, basta recordar dos revistas, "Norte y Sur" de inspiración laica y republicana dirigida por Francesco Compagna, republicano intelectual y parlamentario y "Crónicas del Sur", dirigida por Giorgio Amendola, Mario Alicata y Francesco De Martino. Releer los nombres (entre los cuales Galasso), las contribuciones culturales y las polémicas que se entrelazan entre las dos revistas ayuda a entender lo que significan no solo para el Sur, sino para todo el país"

### Los últimos años y la muerte
Sabino Cassese declaró que Galasso trabajó en un texto histórico-político aún en la noche antes de su muerte, que ocurrió en la noche en su casa en Pozzuoli el 12 de febrero de 2018; tenía 88 años.

### Contribución historiográfica
Juzgado como "digno y aguerrido sucesor del Crociano de estricta observancia Carlo Antoni", Galasso fue el autor de los ensayos filosóficos y estudios de Benedetto Croce, de los que preparó una nueva edición de sus obras para la editorial Adelphi. Está considerado como el mejor editor de las obras de Benedetto Croce.
La historiografía ha recorrido toda la prolífica vida de Galasso, que editó una Historia de Europa para el editor Laterza. Por otra parte, sus páginas en el Risorgimento describen "las especificidades y peculiaridades de nuestra historia nacional, revisar los hitos que han permitido la creación de un Estado nacional unificado: el nuevo orden de 'confirmación italiana', según Galasso" que las apariencias de precariedad, de ambigüedad, de contradicciones, de debilidad de esta historia no invalidaron su dinamismo, por muy diferente en términos de consistencia y calidad que pudiera ser la llegada de tal dinamismo. La fuerza de la debilidad, inevitable y, al mismo tiempo, preciosa".
Es autor de numerosas publicaciones sobre la historia del sur de Italia (ha dirigido, entre otras cosas, una Historia del sur de Italia con Rosario Romeo). Al estudiar el reino durante el Virreinato español y Borbon, afirmó que "Nápoles fue para el Sur, incluso más de lo que París era para Francia antes y después de la Gran Revolución": la "nación napolitana" de la que empezamos a hablar más y más a finales del siglo XVI, tenía "en la capital del Reino a su crisol principal y más importante, y como tal durante mucho tiempo reconocido y aceptado, y constituiría un legado destinado a durar más allá incluso de la unificación de Italia en 1861. En el siglo XVII, y más aún en el siglo XVIII y XIX, la conciencia napolitana se alimenta en gran medida del orgullo de tener una gran capital, digna de figurar entre las principales ciudades de Europa, en una posición natural tan feliz y seductora, llena de recuerdos clásicos y reciente, con una vida artística y cultural de gran profundidad y durante mucho tiempo llena de novedades e inventos, animada en sus calles por una vivacidad y multiplicidad cromática, y el sonido de su multitud, hicieron de ella una ciudad sin igual en Europa. Así le pareció a Goethe y a otros muchos espíritus elegidos de la cultura italiana y europea". Y, sin embargo, en su opinión, "El monopolio, el centralismo y la centralidad de Nápoles en la vida del Reino no aseguraron, sin embargo, la homogeneización que absorbió y resolvió por completo la personalidad de las doce provincias del Reino".
A propósito del iluminismo napolitano, a continuación, Joseph Galasso, "recuperando una idea de Franco Venturi" argumentó que "el terreno sobre el que se mueve Filangieri ya es, por ahora, la de un ser consciente, aunque práctico, el constitucionalismo, y un constitucionalismo que ya no es solo una cuestión de organización y de la técnica del poder, sino de un principio filosófico y ético-político".
Mostró un gran interés por la figura del emperador Carlos V. De hecho, estaba previsto que Galasso clausurara un Congreso organizado en Valladolid, en octubre de 2018, sobre la figura de Carlos V.
Por otro lado, denunció el proceso separatista catalán, señalando que seguía pensando en que España "es un gran país, cuya estructura geopolítica se configuró desde los tiempos de los Reyes Católicos y de Carlos V. Un país sin el que Europa (y por lo tanto el mundo) sería menos de lo que es y fuera del cual sus diversas regiones contarían menos de cuanto han contado hasta ahora y de cuanto podrían contar en el futuro".

## Cargos
- Presidente de la Sociedad Napolitana de Historia de la Patria (desde 1980)
- Miembro del consejo científico de la Escuela de Estudios Históricos de San Marino
- Presidente de la Bienal de Venecia (diciembre de 1978 a marzo de 1983)
- Presidente de la Sociedad Cultural Europea (entre 1982 y 1988)
- Miembro de la Accademia dei Lincei (desde 1977)
- Director de la revista Perspectives (entre 1979 y 1993)
- Miembro del comité de dirección de la Revista histórica italiana.
- Director de la Historia de Italia, publicada por Utet.
- Director de la revista L'Acropoli, publicado por Rubbettino.

## Premios
- "Premio speciale della Cultura" (2005), concedido por la Presidencia del Consejo de Ministros, sección de "Historia", en reconocimiento a su larga carrera como historiador y político.[18]